# Gilles Tschudi

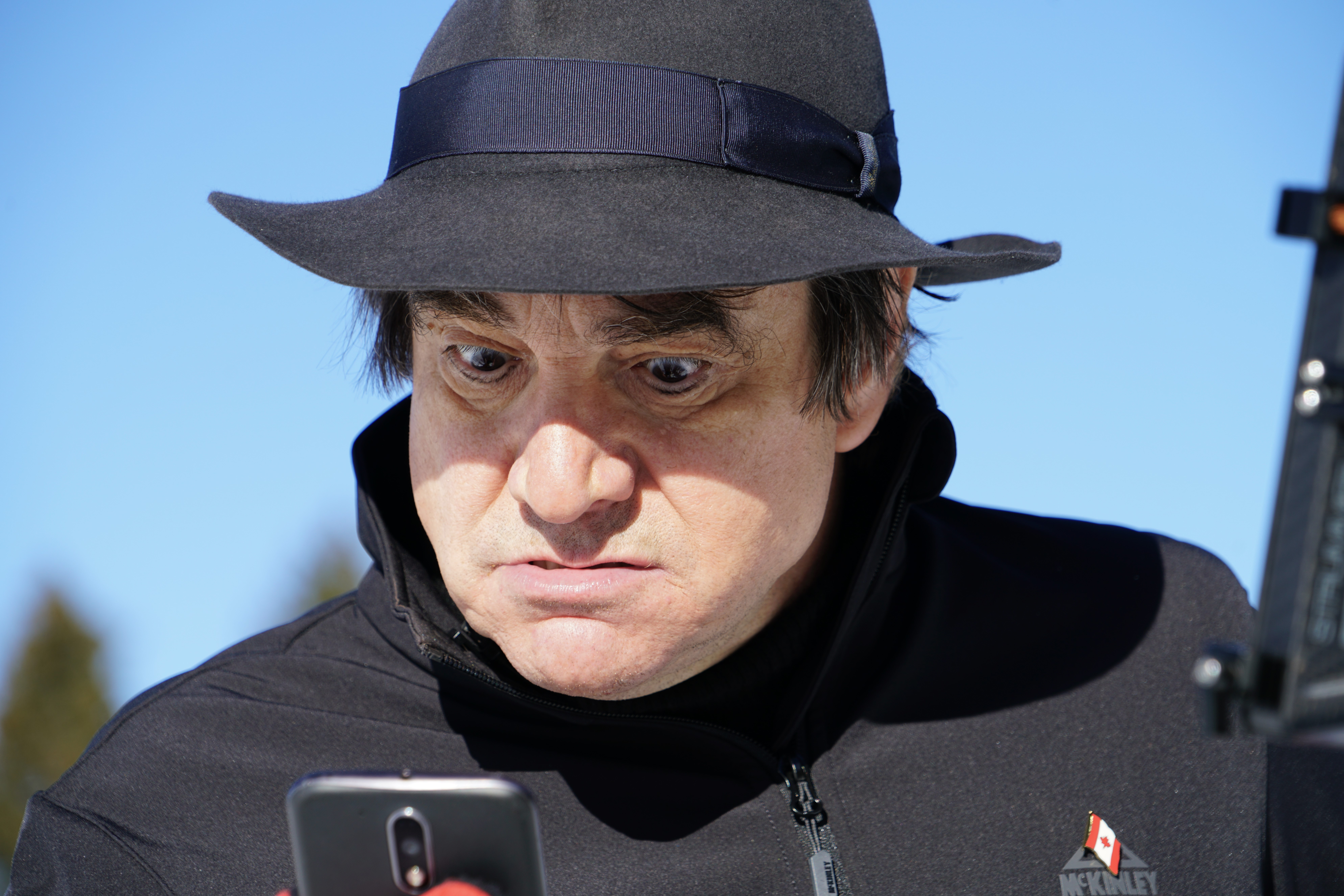
Gilles Tschudi in PhonY, 2018

Gilles Tschudi (* 6. März 1957 in Basel) ist ein Schweizer Schauspieler und Theaterregisseur.

## Leben
Gilles Tschudi, Sohn einer Mutter aus Neuenburg in der Romandie, wuchs zusammen mit seinem älteren Bruder zweisprachig (deutsch und vor allem französisch) in Bottmingen im Kanton Basel-Landschaft auf. Er besuchte die Schauspielakademie Zürich und ist seit den 1970er Jahren als Theaterschauspieler und -regisseur und seit den 1990er Jahren auch als Filmschauspieler engagiert, sowohl im deutsch- wie auch im französischsprachigen Raum. Von 1993 bis 1998 war er Mitglied des Ensembles des Theaters am Neumarkt in Zürich.
Einem grösseren Schweizer Publikum bekannt wurde Tschudi durch seine Rolle als Bösewicht Michael Frick in der Fernsehsoap Lüthi und Blanc (1999–2007) und durch seine Verkörperung des UBS-Chefs Marcel Ospel in Grounding – Die letzten Tage der Swissair (2006). 2007 spielte er in der Musicalfassung des Jugendromanklassikers Die schwarzen Brüder die Rolle des Menschenhändlers Antonio Luini.
Gilles Tschudi engagiert sich für die Schweizer Kultur und ist im Patronatskomitee von ART-TV, dem Schweizer Kulturfernsehen im Netz.
Gilles Tschudi ist geschieden, Vater von drei erwachsenen Söhnen (darunter der Schauspieler Raphaël Tschudi und der Fussballschiedsrichter Lionel Tschudi) und lebt in Zürich wie auch im Jura.

## Filmografie

### Kinofilme
- 1998: F. est un salaud
- 1998: Frau Rettich, die Czerni und ich
- 2002: Die Freundin der Friseuse (Les petites couleurs)
- 2004: Lilo & Fredi
- 2004: Kein Feuer im Winter
- 2006: Grounding – Die letzten Tage der Swissair
- 2007: Max & Co. (Sprecherrolle)
- 2008: Tandoori Love
- 2009: Cargo
- 2011: Romeos
- 2013: Tempo Girl
- 2014: Die Wolken von Sils Maria (Sils Maria)
- 2020: PhonY (in Produktion)
- 2020: Der Wolf ist tot[7]

### Fernsehproduktionen
- 2003: Mein Name ist Bach
- 2004: Lücken im Gesetz
- 1999–2007: Lüthi und Blanc (Fernsehserie)
- 2005: Hunkeler und Tod einer Ärztin («Hunkeler-Krimi»)
- 2006: Hunkeler und das Paar im Kahn («Hunkeler-Krimi»)
- 2007: Hunkeler macht Sachen («Hunkeler-Krimi»)
- 2008: Tag und Nacht
- 2009: Frühling im Herbst
- 2009: Hunkeler und der Fall Livius («Hunkeler-Krimi»)
- 2010: Der Polizistinnenmörder (Tatort-Episode)
- 2011: Silberkiesel – Hunkeler tritt ab («Hunkeler-Krimi»)
- 2012: Hunkeler und die Augen des Ödipus («Hunkeler-Krimi»)
- 2012: Der Teufel von Mailand
- 2013: Die Schweizer (Teil 3: «Guillaume-Henri Dufour – Der General, der die Schweiz rettete»)
- 2018: Der Bestatter (Fernsehserie)[8]
- 2021: Dr Stoerefried (Soap)[9][10][11]
- 2025: Die Beschatter: Die Überraschungsparty (Fernsehserie)
- 2025: Maloney: Ein Anwalt kommt selten allein (Fernsehserie)